# 科迪·泰勒
科迪·泰勒（英語：Codie Taylor；1991年3月31日—）是一位新西蘭橄欖球運動員。他是新西蘭國家橄欖球隊的一員，代表新西蘭參加了2015年世界盃橄欖球賽。